# 庵东两极虫
庵东两极虫（学名：Myxidium andongensis）为两极科两极虫属的动物。在中国，分布于浙江等，营寄生生活，寄生在斑尾复虾虎鱼的膀胱。其种加词“andongensis”意为“浙江省宁波市慈溪市庵东镇的”。